# HD 204121
HD 204121，又名BD+00 4726，SAO 126794、HR 8205，是一颗恒星，视星等为6.13，位于銀經54.14，銀緯-33.25，其B1900.0坐标为赤經21h 21m 21.2s，赤緯+0° -33.25′ 31″。